# Луї П'єр Алексіс Потуау
Луї П'єр Алексіс Потюо (фр. Louis Pierre Alexis Pothuau; 28 жовтня 1815, Париж — 7 жовтня 1882, Париж) — французький військово-морський офіцер і політик. Він служив депутатом від Парижа, потім як «пожиттєвий сенатор». Він двічі був міністром військово-морського флоту та колоній і закінчив свою кар'єру як посол Франції у Великій Британії.

## Життя
Його сім'я походила з Мартиніки. Він покинув військово-морську школу в 1832 році і (під командуванням принца де Жуанвіля) брав участь у бомбардуванні Могадора в 1844 році, потім у бомбардуванні Одеси та облозі Севастополя.
У 1864 році він став контр-адміралом, а під час облоги Парижа в 1870 році командував фортами на півдні міста, потім очолив дивізію в битві при Гар-о-Беф. Він був підвищений до віце-адмірала та обраний депутатом від Парижа до національної асамблеї. Він приєднався до парламентської групи лівого центру та увійшов до першого міністерства, сформованого Тьєром, як міністр військово-морського флоту та колоній (19 лютого 1871 — 25 травня 1873). У 1875 році він став «пожиттєвий сенатор» і підтримав опозицію під час кризи 16 травня 1877 року. Через це він був знову призначений міністром військово-морського флоту в міністерстві Дюфора (13 грудня 1877 — 4 лютого 1879). Нарешті, він став послом у Лондон між 1878 і 1880 роками. 12 жовтня 1882 року його поховали на 14-й дільниці кладовища Пер-Лашез. У 1893 році був спущений на воду крейсер, названий на його честь (Французький крейсер Pothuau (1893)).